# 대중교통 지향 개발
대중교통 지향 개발(大衆交通指向開發, TOD)은 Transit Oriented Development의 약자로서, 대중교통에 대한 접근성을 극대화하기 위해 설계된 복합적인 용도의 주거 및 상업 지역 개발이며, 대중교통 이용자들의 편의성을 주목적으로 하는 개발을 말한다. TOD는 도심 지역을 대중 교통 체계가 잘 정비된 대중 교통 지향형 복합 용도의 역 또는 정류장(철도역, 전철역, 트램 정류장, 버스 정류장)와 센터를 보유하고 있는 고밀도 지역으로 정비하고 외곽 지역은 저밀도의 개발과 자연 생태 지역의 보전을 추구한다.

## 개요
도시 계획에서 대중 교통의 발달 거리 (TOD)는 공공 교통 수단에서 도보로 이동가능한 거리에 있는 주거공간, 비즈니스 공간 및 여가 공간의 양을 최대화하는 도시 개발 유형이다. 그렇게 함으로써 자가용 사용을 줄이고 지속 가능한 도시 성장을 촉진하여 대중 교통 이용자 수를 늘리는 것이 목표이다.
TOD는 일반적으로 고밀도 인구 지역 (예를 들어 기차역 또는 전철 또는 버스 정류장)에 적용되며 이를 통해 지역에서 저밀도 지역이 펼쳐진다. TOD는 또한 일반적으로 블록 크기와 자동차 전용 면적을 줄임으로써 다른 지역보다 걷기 편하도록 설계되었다.

## TOD의 시초
TOD는 미국 캘리포니아 출신의 건축가 Peter Calthorpe에 의해 처음으로 제시된 이론으로 제2차 세계 대전 이후 일본, 스웨덴, 프랑스 등지에서 만든 계획 도시가 이러한 TOD이론의 성격을 가지고 있는데 이와 유사한 예로 네덜란드의 매립지와 덴마크의 지역 평등을 추구한 교외 바깥 지역 개발 사업을 들 수 있다.
현재 미국에서는 TOD에 기반한 철도 교통 밀집도를 나타내는 기준으로 반 마일 반경의 원을 사용하는 등 대중 교통 지향 개발을 위해 힘쓰고 있다.

## TOD(대중 교통 지향 개발)와 TPD(대중 교통에 의한 근접 개발)의 차이점
TOD는 TPD와 비교하여 한 도시의 단위로 토지이용과 교통과의 연관성을 강조하면서 대중 교통 밀집 지역 중심의 복합적인 토지이용과 보행친화적인 도보 환경을 만듦으로써 무분별한 도시 개발을 막고 개인 교통수단의 통행 패턴을 대중 교통 및 녹색 교통 위주의 통행 패턴으로 유도하여 자동차 배출가스로 인한 환경 오염 및 자동차 운행 중 발생하는 소음 공해를 감소시켜 시민의 편리한 사회 생활을 도모하고자 하는 것에 있다. 반면 TPD는 이러한 고밀도 개발 및 토지이용 패턴을 고려하지 않은 단순한 대중 교통을 중심으로 한 주변 개발을 의미한다.

## 세계의 TOD 정책을 바탕으로 만들어진 도시들

### 라틴 아메리카
- 과테말라, 과테말라 시티 : 과테말라 시티의 빠른 성장을 제어하기 위한 시도로,과테말라 시티의 시장 알바 아주는 중요 간선 도로를 따라 횡단과 대중 교통 중심 개발 TOD 특성을 나타내는 기반의 성장을 제어할 수 있는 정책을 실현했다. 이 정책은 오른쪽 큰 간선 도로에 의해 건축물의 높이,복합 용도 건축물의 건축을 허용하는 것을 목표로 건물은 점차 멀어지면서 간선 도로에서 높이와 밀도가 감소한다. 이와 동시에 간선 급행 버스 체계 Transmetro가 BRT 시스템과 함께 시행되고있다.

- 브라질, 쿠리티바 : TOD의 초기 가장 성공적인 사례 중 하나로 뽑힌다. 쿠리티바는 자국의 역사 속에서 매우 이른 시기에 주요 교통 시설을 편성하였다. 쿠리티바는 수년에 걸쳐 높은 수용력의 교통 수단에 인접한 고밀도 개발, 특히 BRT(Bus Rapid Transit) 시스템을 배치하기 위해 지역의 법률과 교통 계획을 통합했다. 시행 초기에는 자금의 부족으로 장대한 도시 계획의 실패 이후, 쿠리티바는 자국의 경제적 실정을 고려한 보다 경제적인 인프라 구축 작업에 집중하고 있는데 대표적인 예로 운행 및 건설에 상대적으로 적은 자본이 소요되는 routing 시스템과 버스 노선을 채택하여 시행하고 있다.

### 북아메리카
- 버지니아주, 알링턴 카운티 : 30여 년 동안, 버지니아 정부는 알링턴 카운티의 워싱턴 메트로 철도 역에서부터 컬럼비아 파이크까지 약 400-800m 가량의 대량 버스 라인 내에서 집중 개발 전략을 추진해왔다. 이렇게 개발된 교통 영역은 정부가 복합적이고 보행친화적인 대중 교통 지향 개발(TOD)을 기반으로 개발한 영역으로 로슬린,스턴,클라렌,법원,펜타곤 시티,크리스탈 시티,리옹 마을,Shirlington,버지니아 광장 및 웨스트 오버 등이 있다.

- 캘리포니아주, 샌프란시스코 만 지역 : 샌프란시스코 베이 지역은 산호세,샌프란시스코,오클랜드와 프레 몬트 등 9개 군, 101개 도시를 포함하는 지역으로 지방 정부는 자연 지역 보호,교통 혼잡 감소 교통을 목적으로 대중 교통 지향 개발(TOD)을 장려하며 이러한 정책으로 공중 보건을 촉진하고 주거 선택권 또한 증가시킨다. 또한 이 지역은 우선 개발 분야 및 우선 순위 보전 지역 지정되어 있고 자연 출산율과 일자리 창출 등의 이유로 현재 인구 전망이 2035년까지 2백만명으로 성장할 것으로 예측하고 이러한 성장 인구의 50%가 대중 교통 지향 개발(TOD)을 통해 수용될 수 있도록 추정하여 개발 중이다. 그리고 지난 20년간 몇몇의 주요 역을 잇는 일명 '베이 지역 철도(Bay Area Rapid Tranit)' BART프로젝트가 현재 개발 진행 중이다.

## 같이 보기
- 스마트 성장
- 지속 가능한 교통